# Administrativní dělení Zimbabwe

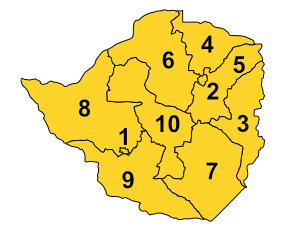
Provincie v Zimbabwe

Zimbabwe je rozděleno do osmi provincií a dvou měst s provinčním statusem:
| Číslo na mapě | Provincie            | Hlavní město | Rozloha (km2) | Počet obyvatel (2012) |
| ------------- | -------------------- | ------------ | ------------- | --------------------- |
| 1             | Bulawayo             | Bulawayo     | 479           | 1,200,337             |
| 2             | Harare               | Harare       | 872           | 2,123,132             |
| 3             | Manica               | Mutare       | 36,459        | 1,752,698             |
| 4             | Střední Mashonaland  | Bindura      | 28,347        | 1,152,520             |
| 5             | Východní Mashonaland | Marondera    | 32,230        | 1,344,955             |
| 6             | Západní Mashonaland  | Chinhoyi     | 57,441        | 1,501,656             |
| 7             | Masvingo             | Masvingo     | 56,566        | 1,485,090             |
| 8             | Severní Matabeleland | Lupane       | 75,025        | 749,017               |
| 9             | Jižní Matabeleland   | Gwanda       | 54,172        | 683,893               |
| 10            | Středozemí           | Gweru        | 49 166        | 1 614 941             |